# Theodor Schube
Theodor Schube (* 8. Oktober 1860, Breslau; † 6. Juni 1934, ebd.) war ein deutscher Naturforscher, Botaniker und Gymnasialprofessor in Schlesien. Sein offizielles botanisches Autorenkürzel lautet „Schube“.

## Leben und Wirken
Während seines Studiums wurde Schube 1878 Mitglied der Breslauer Burschenschaft der Raczeks und 1879 der Freiburger Burschenschaft Teutonia.
Theodor Schube arbeitete und forschte hauptsächlich in Nieder- und Oberschlesien, das zu seinen Lebzeiten noch zum Deutschen Reich gehörte. Er war Professor am Breslauer Realgymnasium am Zwinger und beschrieb verschiedene Baumarten und andere Pflanzen seiner schlesischen Heimat. Unter anderem entdeckte und untersuchte Schube die in der Nähe der Stadt Zabór zu findende Napoleoneiche, bei der es sich mit einem geschätzten Alter von rund 750 Jahren um die älteste Stieleiche Polens handelte.

## Ehrentaxon
Nach Theodor Schube wurde die Sukkulente Monadenium schubei benannt.

## Werke (Auswahl)
- Schlesiens Kulturpflanzen im Zeitalter der Renaissance. 1896. (Digitalisat)
- Beiträge zur Kenntnis der Verbreitung der Gefäss-Pflanzen in Schlesien, Breslau, 1901.
- Flora von Schlesien, preussischen und österreichischen Anteils. Korn, Breslau 1904, doi:10.5962/bhl.title.9731
- Waldbuch von Schlesien : Nachweis der beachtenswerten und zu schützenden Bäume und Sträucher Schlesiens nebst einer Charakteristik seiner wichtigsten Holzgewächse, Breslau, 1906.
- Aus der Baumwelt Breslaus und seiner Umgebungen. Grass, Barth & Comp., Breslau 1908. (Digitalisat)
- Breslauer Waldbuchlein. Wanderungen durch die Baumwelt Breslaus und seiner Umgebungen. Nebst einem Anhange, enthaltend einige Streifzüge durch entferntere Waldgebiete Schlesiens, Breslau, 1909.
- Aus Schlesiens Wäldern. Eine Einführung in Botanik und Forstästhetik. Zehn Vorträge, gehalten in der Akademie des Humboldt-Vereins zu Breslau, Breslau, 1912.
- Beiträge zur Kenntnis der Verbreitung der Gefäss-Pflanzen in Schlesien, Breslau, 1926.